# Iong Kim Fai
Iong Kim Fai (容儉輝S; Macao, 12 gennaio 1989) è un ex ostacolista macaense.

## Record nazionali
- 60 metri ostacoli: 8"34 ( Sopot, 8 marzo 2014)
- 110 metri ostacoli: 14"23 ( Incheon, 28 settembre 2014)

## Palmarès
| Anno | Manifestazione             | Sede      | Evento      | Risultato | Prestazione | Note             |
| ---- | -------------------------- | --------- | ----------- | --------- | ----------- | ---------------- |
| 2006 | Camp. asiatici juniores    | Macao     | 110 m hs    | Batteria  | 17"08       |                  |
| 2007 | Giochi asiatici indoor     | Macao     | 60 m hs     | Batteria  | 9"13        |                  |
| 2009 | Giochi della Lusofonia     | Lisbona   | 110 m hs    | dnf       | dnf         |                  |
| 2009 | Giochi asiatici indoor     | Hanoi     | 60 m hs     | Batteria  | 8"37        |                  |
| 2009 | Giochi dell'Asia orientale | Hong Kong | 110 m hs    | Batteria  | 15"22       |                  |
| 2010 | Mondiali indoor            | Doha      | 60 m hs     | Batteria  | 8"67        |                  |
| 2010 | Giochi asiatici            | Canton    | 110 m hs    | Batteria  | 14"78       |                  |
| 2011 | Mondiali                   | Taegu     | 110 m hs    | Batteria  | 15"35       |                  |
| 2011 | Camp. asiatici             | Kōbe      | 100 m piani | Batteria  | 12"61       |                  |
| 2011 | Universiadi                | Shenzhen  | 110 m hs    | Batteria  | 15"29       |                  |
| 2012 | Mondiali indoor            | Istanbul  | 60 m hs     | Batteria  | 8"41        |                  |
| 2012 | Camp. asiatici indoor      | Hangzhou  | 60 m hs     | Batteria  | 8"42        |                  |
| 2013 | Universiadi                | Kazan'    | 110 m hs    | Batteria  | 15"19       |                  |
| 2013 | Mondiali                   | Mosca     | 110 m hs    | Batteria  | 15"10       |                  |
| 2013 | Giochi dell'Asia orientale | Tientsin  | 110 m hs    | 9º        | 14"49       |                  |
| 2014 | Camp. asiatici indoor      | Hangzhou  | 60 m hs     | Batteria  | 8"44        |                  |
| 2014 | Mondiali indoor            | Sopot     | 60 m hs     | Batteria  | 8"34        | Record nazionale |
| 2014 | Giochi della Lusofonia     | Goa       | 110 m hs    | Oro       | 14"47       |                  |
| 2014 | Giochi asiatici            | Incheon   | 110 m hs    | Batteria  | 14"23       | Record nazionale |
| 2014 | Giochi asiatici            | Incheon   | 4×100 m     | 7º        | 41"11       |                  |
| 2015 | Camp. asiatici             | Wuhan     | 110 m hs    | Batteria  | 14"46       |                  |